# Куликово (Липецька область)
Куликово (рос. Куликово) — село в Усманському районі Липецької області Російської Федерації.
Населення становить 1409  осіб. Належить до муніципального утворення Куликовська сільрада.

## Історія
З 13 червня 1934 до 1954 року у складі Воронезької області. Відтак входить до складу Липецької області.
Згідно із законом від 2 липня 2004 року №114-оз органом місцевого самоврядування є Куликовська сільрада.

## Населення
| 2010  | 2011  | 2012  | 2013  | 2014  | 2015  | 2016  |
| ----- | ----- | ----- | ----- | ----- | ----- | ----- |
| 1507  | →1507 | ↘1476 | ↗1484 | ↘1471 | ↘1453 | ↘1427 |
| 2017  | 2018  |       |       |       |       |       |
| ↘1407 | ↗1409 |       |       |       |       |       |